# Fikt
Fikt är en av Carl Wilhelm von Sydow införd benämning på väsen ur folktron som egentligen saknat trosbakgrund.
Vanliga är pedagogiska fikt, som brunnsgubben som var avsedda att skrämma barn från att gå nära brunnen. Andra exempel är storken som kommer med små barn.
En fikt var avsedd att möta tilltro hos den för vilken de berättades, till skillnad från diten.